# Гарматій Володимир Михайлович
Володи́мир Миха́йлович Гарматі́й (4 серпня 1992, с. Чернелів-Руський Тернопільського району Тернопільської області — 25 липня 2014, Свердловський район, Луганської області) — український військовик, молодший лейтенант, командир мінометного взводу 51-ї окремої механізованої бригади, військова частина А2331 (м. Володимир). Герой України.

## Життєпис
Початкові класи закінчив у Чернелево-Руській школі, продовжив навчання у ЗОШ I—II ст. села Соборного, згодом — у Великобірківській ЗОШ I—III ст. — гімназії ім. Степана Балея. Брав активну участь у подіях на Майдані Навчався на п'ятому курсі факультету обліку і аудиту Тернопільського національного економічного університету (у 2013 році закінчив військову кафедру цього ж університету), коли його мобілізували до армії у квітні цього року.
Служив під Сєвєродонецьком. Брав участь у боях за російсько-український кордон.
25 липня 2014 року, під час евакуації техніки, Володимир Гарматій підірвався на фугасі. З ним було ще 7 солдатів. Через кілька днів родичам повідомили, що тіло загиблого знаходиться у дніпропетровському морзі, до того часу офіційних підтверджень загибелі Володимира не було, тому друзі та рідні Володимира до останнього вірили, що він живий. Похований у Чернелеві-Руському.

## Вшанування
Найбільша в Україні щорічна теренова патріотична гра Гурби-Антонівці, яка у 2015 році проходила з 1 по 4 травня в лісовому масиві між селами Смига Рівненської області та Антонівці Тернопільської області, була присвячена пам'яті Володимира Гарматія, який неодноразово був учасником гри у попередні роки. На урочистому відкритті організатори гри — представники Молодіжного Націоналістичного Конгресу (МНК), передали його рідним відзнаку «За екстремальні та бойові акції» та «Ідея. Кадри. Боротьба», що присуджуються лише дійсним членам МНК за особливі заслуги.
12 травня 2016 року на одному з корпусів ТНЕУ відкрили пам'ятну дошку Володимирові Гарматію.

## Нагороди
- Звання Герой України з удостоєнням ордена «Золота Зірка» (13 жовтня 2016, посмертно) — за виняткову мужність і героїзм, виявлені у захисті державного суверенітету та територіальної цілісності України, вірність військовій присязі[3];
- почесний громадянин Тернопільської області (26 серпня 2022, посмертно)[4];
- почесний громадянин міста Тернополя (21 серпня 2023, посмертно) — за вагомий особистий внесок у становленні української державності та особисту мужність і героїзм, виявлені у захисті державного суверенітету та територіальної цілісності України[5].